# The Awakening (1909)
The Awakening is een Amerikaanse stomme en korte film uit 1909 onder regie van D.W. Griffith.

## Verhaal
Een trotse rokkenjager ontdekt dat hij al het geld van zijn oom zal erven op voorwaarde dat hij trouwt. Dit doet hij met tegenzin en als hij zijn geld ontvangt, vraagt hij een scheiding aan. Hij ontdekt al snel dat hij zijn vrouw maar niet kan vergeten.

## Rolverdeling
| Acteur             | Personage                  |
| ------------------ | -------------------------- |
| Arthur V. Johnson  | Burgemeester               |
| Clara T. Bracy     | Weduwe                     |
| Mary Pickford      | Dochter van de weduwe      |
| Anthony O'Sullivan | Advocaat                   |
| Kate Bruce         | Non                        |
| Florence Lawrence  | -                          |
| Owen Moore         | Vriend van de burgemeester |
| George Nichols     | Priester                   |
| Mack Sennett       | Butler                     |